# Irai
Irai település Franciaországban, Orne megyében. Lakosainak száma 609 fő (2022. január 1.). Irai Vitrai-sous-Laigle, Beaulieu, Crulai, Les Aspres és Tourouvre au Perche községekkel határos.

## Népesség
A település népességének változása:
| Lakosok száma | 590  | 596  | 620  | 613  | 617  | 617  | 621  | 615  | 609  |
|               | 2013 | 2015 | 2016 | 2017 | 2018 | 2019 | 2020 | 2021 | 2022 |